# Американский университет в Болгарии
Американский университет в Болгарии, сокращённо АУБГ (англ. American University in Bulgaria, AUBG, болг. Американски университет в България, АУБ) — частный университет, расположенный в Благоевграде, Болгария. В АУБГ внедрена традиционная образовательная американская модель свободных искусств. Студенты совмещают учёбу и проживание в современном университетском комплексе. Обучение проводится на английском языке. Основан в 1991 году. По состоянию на 2012 год в университете учатся 1100 студентов из 45 стран. Около 60 % студентов являются иностранцами.

## История
АУБГ был основан в 1991 году совместными усилиями правительств Республики Болгария и США с целью создания учебного заведения для образования граждан, способных принять вызов преобразования Юго-Восточной Европы, строить общество на принципах демократии, предпринимательской инициативы, гражданской ответственности, а также глубокого понимания культурного многообразия.
На конец 2012 года две трети студентов университета были выходцами не из Болгарии. Румыния, Северная Македония, Сербия, Албания, Украина, Монголия, Грузия, Молдова, Россия, Казахстан, Испания и США — страны, чаще всего представленные в АУБГ. По состоянию на май 2012, АУБГ выпустил 3400 студентов.

## Миссия
Миссией университета является воспитание студентов с исключительным потенциалом в обществе, ценностями которого являются академическое совершенство, национальное и этническое разнообразие, взаимоуважение, и подготовка их к демократическому и этическому лидерства для пользы для региона и мира. АУБГ выполняет свою миссию, предоставляя более 5 млн долларов в виде стипендий и финансовой помощи для студентов-отличников из региона и всего мира (по состоянию на осенний семестр 2012 года).
Университет имеет три основных источника финансирования: постоянное финансирование (в основном от Агентства США по международному развитию и Института «Открытое общество»), частные и корпоративные пожертвования и плата за обучение.

## Аккредитация
Американский университет в Болгарии аккредитован как в Болгарии, так и в США. АУБГ получил свою аккредитацию в США от New England Association of Schools and Colleges . Университет выдает европейское дипломное приложение (Europass), которое автоматически делает диплом АУБГ признаваемым во всей Европе.

## Академические программы
В университете внедрена традиционная образовательная американская модель свободных искусств . Обучение характеризуется небольшими группами студентов (около 23), близким контактом с преподавателем в классе, как и в приемные часы, так и в неформальной обстановке. Около половины студентов заканчивают АУБГ с двумя специальностями, в настоящее время некоторые студенты получают одну основную и одну дополнительную специальность, которые они выбирают среди 13 представленных в АУБГ.
АУБГ тесно сотрудничает с университетами в Болгарии и за рубежом. Студенты могут провести семестр или целый год в одном из американских университетов по программе обмена International Student Exchange Programs (ISEP). В рамках Европы АУБГ поддерживает партнерские связи с программой «Эразмус», и сотрудничает с около 50 европейскими университетами.

### Бакалаврские программы
АУБГ предлагает бакалаврские программы по 10 специальностям:
- Американистика
- деловое администрирование
- экономика
- европеистика
- журналистика и массовые коммуникации
- информационные системы
- история и цивилизации
- компьютерные науки
- математика
- политология и международные отношения

### Магистерские программы
Кроме своих бакалаврских программ с 2003 года АУБГ предлагает магистерскую программу делового администрирования. Обучение проходит в центре образования и культуры «Илиев» от АУБГ в Софии.

### Внедипломные программы
Университет предлагает широкий спектр программ современного образования. На данный момент они включают тренинги на правительственном уровне для участия в программах ЕС, курсы по бизнесу, предпринимательству, компьютерных навыков и английского языка.
Институт английского языка (ELI), который расположен в Благоевграде, предлагает курсы английского языка всех уровней для студентов разных возрастных категорий. Институт сертифицирован как официальный центр тестирования TOEFL и SAT .

### Зачисление и стипендии
АУБГ зачисляет студентов с высоким потенциалом и разнообразными талантами, которые отлично учатся в школе, показывают высокие результаты на олимпиадах по математике, языковых и спортивных конкурсах, золотых медалистов и тех, которые занимаются общественными работами. Средний балл SAT среди студентов АУБГ в весеннем семестре 2012 года составил 1173 (секции «Чтение» и «Математика»).
АУБГ принимает студентов два раза в год: осенью и зимой.
Университет предлагает финансовую помощь (с учётом финансового положения семьи) и стипендии за высокие академические достижения.